# بيرجيت شاورمان
بيرجيت سخورمان (بالهولندية: Birgit Schuurman) هي مقدمة تلفزيونية ومغنية ومذيعة وممثلة هولندية، ولدت في 1 يوليو 1977.

## وصلات خارجية
- بيرجيت شاورمان على موقع IMDb (الإنجليزية)
- بيرجيت شاورمان على موقع ميوزك برينز (الإنجليزية)
- بيرجيت شاورمان على موقع أول ميوزيك (الإنجليزية)
- بيرجيت شاورمان على موقع ديسكوغز (الإنجليزية)
- بيرجيت شاورمان على موقع قاعدة بيانات الفيلم (الإنجليزية)